# Falsomesosella basigranulata
Falsomesosella basigranulata är en skalbaggsart som beskrevs av Stefan von Breuning 1968. Falsomesosella basigranulata ingår i släktet Falsomesosella och familjen långhorningar.
Artens utbredningsområde är Filippinerna. Inga underarter finns listade i Catalogue of Life.